# Кириенко, Татьяна Анатольевна
Татьяна Анатольевна Кириенко (род. 14 июля 1970, Карельская АССР, РСФСР, СССР) — российский и международный спортивный функционер, и спортивный администратор. Бывший генеральный секретарь и член исполнительного комитета Федерации бокса России (2022—2025), бывшая вице-президент Европейской конфедерации бокса (EUBC) (2017—2019).

## Биография
Татьяна Анатольевна родилась 14 июля 1970 года в Карельской АССР.
Окончила Петрозаводский государственный университет им. О. В. Куусинена и Российскую академию госслужбы при Президенте РФ.
С 1994 года по 2005 год работала в УСК «Крылья Советов» — одном из главных боксёрских центров города Москвы, где прошла путь от помощника руководителя до генерального директора.
В 2005—2010 годах — была исполнительным директор РОО «Московская ассоциация бокса». С 2007 по 2010 год также занимала должности заместителя исполнительного директора и начальника спортивного департамента Федерации бокса России.
В 2010—2015 годах — работала генеральным директором Региональной общественной организации «Федерация бокса Москвы».
С 2017 года — стала начальником администрации, а позже первый заместитель генерального секретаря Федерации бокса России.
В 2017 году также была избрана вице-президентом Европейской конфедерации бокса (EUBC) и стала первой женщиной, вошедший в исполком этой организации. Эту должность в EUBC Татьяна Кириенко занимала до 2019 года, после чего стала председателем молодежной комиссии этой организации.
25 января 2022 года в Москве на исполкоме Федерации бокса России была избрана новым генеральным секретарём этой организации.
1 февраля 2025 года, по решению исполкома Федерации, покинула должность генерального секретаря, уступив пост 33-летнему боксеру Александру Беспутину.

## Награды
- Нагрудный знак «Отличник физической культуры и спорта» (2008).
- Почётный знак «За заслуги в развитии физической культуры и спорта» (2008).
- Орден CISM (Международный совет военного спорта) (2021).